# Caroline af Ugglas
Caroline af Ugglas, de son vrai nom Caroline Thérese af Ugglas Liljedahl, est une chanteuse, auteure-compositrice et actrice suédoise, née le 7 avril 1972 à Bromma.

## Biographie
Caroline a grandi à Bromma dans la banlieue de Stockholm puis déménage avec ses parents à Djursholm. 
Elle participe à la ligne humaniste au gymnase de Danderyd avec Sunil Munshi.
En 1992, elle fait des apparitions dans le cinéma, et joue son premier film intitulé Svart Lucia.
Elle étudie au théâtre Calle Flygare et devient auteure-compositrice.
Caroline af Ugglas participe au Melodifestivalen 2007.
En 2009, Caroline se représente au Melodifestivalen 2009.

## Discographie
- Ida Blue - 1997
- Mrs Boring - 1999
- Twiggs - 2005
- Joplin på svenska - 2007
- Så gör jag det igen - 2009
- Vad var det jag sa - 2010

## Filmographie
- 1992, Svart Lucia
- 1993, Sökarna